# Chimbu-Wahgi jezici
Chimbu-Wahgi jezici, skupina transnovogvinejskih jezika iz Papue Nove Gvineje. Obuhvaća 17 jezika koji čine 4 uže skupine, to su: a) chimbu (7) jezika, najznačajniji su kuman [kue], golin [gvf] i sinasina; b) hagen jezici (4), s podskupinama kaugel (3) i Melpa 1 i istoimeni jezik melpa [med], najznačajniji među hagenskom podskupinom; c) jimi (3) jezika, najznačajniji je maring [mbw]; i d) wahgi (3) jezika.
Nekada se vodila kao centralna skupina jezika istočnonovogvinejskih gora

## Vanjske poveznice
- Ethnologue (14th)